# Hsieh Su-wei
Hsieh Su-wei (chinês: 謝淑薇; pinyin: Xiè Shúwéi; pronunciado [sǔ wěɪ]; nascida em 4 de janeiro de 1986) é uma tenista profissional taiwanesa. 
Em 25 de fevereiro de 2013, Hsieh alcançou o ranking de singles mais alto de sua carreira, no 23º lugar mundial, e em 12 de maio de 2014, alcançou o primeiro lugar mundial no ranking de duplas. Hsieh ganhou três títulos de simples e trinta e dois de duplas no WTA Tour, além de um título de duplas WTA 125.
Hsieh ganhou também 29 títulos de simples e 56 de duplas no Circuito Feminino da ITF, sete medalhas nos Jogos Asiáticos (2 de ouro, 3 de prata e 2 de bronze), uma ouro e uma medalha de bronze na Universíada de Verão de 2005, e acumulou mais de US$ 10 milhões em prêmios em dinheiro. Ela passou um total de 47 semanas no topo do ranking de duplas, o mandato mais longo de um tenista do Leste Asiático. Hsieh é a jogadora taiwanesa com melhor classificação na história, tanto em simples quanto em duplas.
Conhecida por jogar com as duas mãos em ambos os lados, golpes de fundo planos e rápidos, jogabilidade astuta, voleios agressivos e variedade pouco ortodoxa de golpes, Hsieh é considerada uma das jogadoras de duplas mais bem-sucedidas e versáteis da história. Ela ganhou sete títulos de Grand Slam em duplas, conquistando o Campeonato de Wimbledon de 2013 e o Aberto da França de 2014 com Peng Shuai (com quem também ganhou o WTA Finals de 2013 [en], o Campeonato de Wimbledon de 2019 e 2023 com Barbora Strýcová, o Campeonato de Wimbledon de 2021 com Elise Mertens e o Aberto da França de 2023 com Wang Xinyu. Hsieh e Strýcová também foram vice-campeãs no WTA Finals de 2019 e no Australian Open de 2020. Ela também chegou às quartas de final em duplas nas Olimpíadas de Londres de 2012 com o compatriota Chuang Chia-jung.
Embora conhecida principalmente por suas proezas em duplas, Hsieh também obteve sucesso na turnê de simples. A maior parte de seu sucesso em simples veio em quadras duras, onde ela ganhou todos os três títulos do WTA Tour, bem como alcançou as quartas de final no Australian Open de 2021, uma semifinal do Premier 5 em Dubai em 2019 e uma quarta de final no Premier Mandatory em Miami no mesmo ano (derrotando a número 1 do mundo Naomi Osaka na terceira rodada). Ela também teve sucesso em outras superfícies, incluindo chegar à quarta rodada em Wimbledon em 2018 (derrotando a número 1 do mundo Simona Halep na terceira rodada) e a terceira rodada do Aberto da França em 2017. Hsieh registrou vitórias únicas sobre várias jogadores Top 15, Top 10 e Top 5. Hsieh é a primeira mulher taiwanesa a chegar às quartas de final de simples, o que conquistou no Australian Open de 2021. Aos 35 anos, ela se tornou a estreante mais velha nas quartas de final.
Após sua aposentadoria das partidas de simples em 2024, os comentaristas refletiram sobre o tempo de Hsieh no esporte como "uma assassina na quadra [que] pode produzir golpes que desafiam a geometria e as leis da física", ao mesmo tempo que é profundamente respeitada por seus colegas e uma presença encantadora na turnê.

## Biografia
Hsieh nasceu de pais Hsieh Tze-lung e Ho Fom-ju em Hsinchu e foi criado em Kaohsiung, Taiwan. Ela foi apresentada ao tênis por seu pai aos cinco anos de idade. Sua irmã mais nova, Hsieh Shu-ying, e seu irmão Hsieh Cheng-peng também são tenistas profissionais. Hsieh nomeou seus ídolos do tênis como Steffi Graf e Andre Agassi. Ela treinou em uma escola de tênis de Taipei dirigida por Hu Na, um ex-jogador da China continental que desertou para os EUA em 1982.
Depois que Hsieh ganhou o título de duplas femininas de Wimbledon em 2013, seu pai disse que uma empresa chinesa lhe ofereceu um acordo de patrocínio no valor de 10 milhões de yuans (US$ 1,63 milhão) por ano, com a condição de que ela mudasse sua cidadania para a República Popular da China. Seus comentários causaram polêmica em Taiwan, já que Hsieh afirmou que consideraria aceitar a oferta. Em resposta, o governo de Taiwan mobilizou empresas nacionais para oferecerem acordos concorrentes.

## Estilo de jogo
Hsieh tem um estilo de jogo pouco ortodoxo em comparação com outras jogadoras. Ela fez uma piada no Australian Open de 2018, dizendo: "Na verdade, meu namorado estava olhando para o jogo dela [Kerber] esta manhã. Esqueci de perguntar a ele o que ela joga, então, na verdade, não tenho planos de entrar na quadra. Então eu estava tentando seguir meu estilo Su-wei, de jogo." Apesar de sua constituição leve e estatura comparativamente baixa, seus golpes de base com as duas mãos são planos, poderosos e atingidos com profundidade. Ela incorpora backhands e forehands fatiados, drop shots, lobs, voleios e golpes de base em pontos e ângulos acentuados, e é conhecida por seu domínio técnico, estilo de jogo inteligente e impressionante construção de pontos. Por estas razões, e devido à completude geral do seu jogo, ela foi apelidada pelos comentaristas de "The Wizard".
Muitas jogadoras importantes elogiaram seu estilo de jogo incomum. Maria Sharapova, após sua vitória na terceira rodada sobre Hsieh em Wimbledon 2012, disse: "Eu a enfrentei muitas vezes nos juniores. Ela costumava ser um pesadelo para mim porque ela costumava cortar e pingar no saibro. Eu estava tipo, ' Onde eles aprenderam a jogar tênis daquele jeito? Ela usa as duas mãos, troca de raquete. Esse é o jogo dela: acertar muitos dropshots e slices e deixar as pessoas meio malucas. Costumávamos ter batalhas reais nos juniores. Eu conhecia o jogo dela muito bem e não acho que ela teve tempo para fazer tudo isso hoje na grama. Se estou acertando um golpe forte, não acho que ela realmente tenha tempo para criar, que é algo que ela realmente gosta de fazer."

## Carreira profissional

### Primeiros anos
Durante o evento Grand Slam Júnior do Australian Open de 2001, Hsieh alcançou as quartas de final de simples feminino e as oitavas de final no evento de duplas feminino com a parceira Natalie Ko, perdendo em dois sets para as eventuais campeãs Petra Cetkovská e Barbora Strýcová. Hsieh exibiu resultados impressionantes na temporada de 2001, aos 15 anos. Jogando no Circuito Feminino da ITF, ela venceu todos os cinco eventos em que participou em Wellington, Kaohsiung, Bangkok (duas vezes) e Peachtree City de janeiro a novembro. Hsieh também competiu em seus dois primeiros eventos do WTA Tour, chegando às semifinais em Bali e às quartas de final em Pattaya. Embora tenha disputado apenas sete torneios em 2001, ela teve um recorde impressionante de 41–2, além de iniciar sua carreira com 37 vitórias consecutivas. Ela também teve sucesso no circuito de duplas, chegando a duas finais de torneios de US$ 10k e vencendo uma delas. Ela disputou as qualificatórias de todos os quatro torneios do Grand Slam em 2002, mas não conseguiu avançar para a chave principal em nenhum deles. Depois de um 2003 "morno", Hsieh experimentou uma recuperação em duplas em 2004, chegando a cinco finais no Circuito ITF e ganhando dois títulos em Incheon na Coreia e Nova Delhi. Em outubro de 2004, ela alcançou sua primeira final de duplas WTA no Aberto da Coreia (um WTA 500) aos 18 anos, onde ela e sua compatriota Chuang Chia-jung foram derrotadas pelas jogadoras locais Jeon Mi-ra [en] e Cho Yoon-jeong. Ela fez sua estreia na chave principal de Grand Slam em 2005, ao se classificar no US Open, onde foi derrotada por Katarina Srebotnik na rodada de abertura. Até o final do ano, ela havia conquistado 10 títulos de simples e 11 títulos de duplas no Circuito ITF.

### 2024: Últimas partidas e aposentadoria em simples, dois títulos em Major em duplas mistas e duplas femininas no Australian Open
No início do ano, Hsieh anunciou que o Australian Open de 2024 seria seu último torneio profissional de tênis em simples, encerrando uma carreira de mais de duas décadas. Embora alguns esperassem que Hsieh recebesse um "wild card" para a chave principal em seu torneio final, os organizadores do Australian Open recusaram e ela foi forçada a jogar a qualificatória. A carreira de Hsieh em simples terminou na primeira rodada da qualificatória, caindo em dois sets para a 11ª "cabeça de chave", Anna Bondar. No mesmo torneio ela venceu as finais em duplas com a ex-parceira Elise Mertens. Ela também alcançou pela primeira vez uma final em Majors nas duplas mistas ao lado de Jan Zielinski [en] e ganhou seu primeiro título dessa modalidade derrotando a dupla segunda cabeça de chave Desirae Krawczyk e Neal Skupski [en]. Eles salvaram um ponto no campeonato rumo ao sétimo título em Major de Hsieh (o primeiro em quadras duras) e o primeiro de Zielinski. Zielinski tornou-se o primeiro finalista e campeão polonês do evento.

## Finais de Grand Slam

### Duplas femininas: 8 (7 títulos, 1 vice)
| Status | Ano  | Campeonato       | Piso   | Parceira         | Oponentes                          | Placar             |
| ------ | ---- | ---------------- | ------ | ---------------- | ---------------------------------- | ------------------ |
| Venceu | 2013 | Wimbledon        | Grama  | Peng Shuai       | Ashleigh Barty Casey Dellacqua     | 7–6(7–1), 6–1      |
| Venceu | 2014 | Aberto da França | Saibro | Peng Shuai       | Sara Errani Roberta Vinci          | 6–4, 6–1           |
| Venceu | 2019 | Wimbledon        | Grama  | Barbora Strýcová | Gabriela Dabrowski Xu Yifan        | 6–2, 6–4           |
| Perdeu | 2020 | Australian Open  | Duro   | Barbora Strýcová | Tímea Babos Kristina Mladenovic    | 2–6, 1–6           |
| Venceu | 2021 | Wimbledon        | Grama  | Elise Mertens    | Veronika Kudermetova Elena Vesnina | 3–6, 7–5, 9–7      |
| Venceu | 2023 | Aberto da França | Saibro | Wang Xinyu       | Leylah Fernandez Taylor Townsend   | 1–6, 7–6(7–5), 6–1 |
| Venceu | 2023 | Wimbledon        | Grama  | Barbora Strýcová | Storm Hunter Elise Mertens         | 7–5, 6–4           |
| Venceu | 2024 | Australian Open  | Duro   | Elise Mertens    | Lyudmyla Kichenok Jeļena Ostapenko | 6–1, 7–5           |

### Duplas mistas: 1 (1 título)
| Status | Ano  | Campeonato      | Piso | Parceira      | Oponentes                     | Placar                |
| ------ | ---- | --------------- | ---- | ------------- | ----------------------------- | --------------------- |
| Venceu | 2024 | Australian Open | Duro | Jan Zieliński | Desirae Krawczyk Neal Skupski | 6–7(5–7), 6–4, [11–9] |

## WTA Finals

### Duplas: 4 (1 título, 3 vices)
| Status | Ano  | Torneio                 | Piso     | Parceira         | Oponentes                             | Placar   |
| ------ | ---- | ----------------------- | -------- | ---------------- | ------------------------------------- | -------- |
| Venceu | 2013 | WTA Finals, Istanbul    | Duro (i) | Peng Shuai       | Ekaterina Makarova Elena Vesnina      | 6–4, 7–5 |
| Perdeu | 2014 | WTA Finals, Singapura   | Duro (i) | Peng Shuai       | Cara Black Sania Mirza                | 1–6, 0–6 |
| Perdeu | 2019 | WTA Finals, Shenzhen    | Duro (i) | Barbora Strýcová | Tímea Babos Kristina Mladenovic       | 1–6, 3–6 |
| Perdeu | 2021 | WTA Finals, Guadalajara | Duro     | Elise Mertens    | Barbora Krejčíková Kateřina Siniaková | 3–6, 4–6 |

## Finais de Premier Mandatory/Premier 5

### Duplas: 6 (6 títulos)
| Status | Ano  | Torneio      | Piso   | Parceira   | Oponentes                            | Placar            |
| ------ | ---- | ------------ | ------ | ---------- | ------------------------------------ | ----------------- |
| Venceu | 2009 | Roma         | Saibro | Peng Shuai | Daniela Hantuchová Ai Sugiyama       | 7–5, 7–6(7–5)     |
| Venceu | 2009 | Beijing      | Duro   | Peng Shuai | Alla Kudryavtseva Ekaterina Makarova | 6–3, 6–1          |
| Venceu | 2013 | Roma         | Saibro | Peng Shuai | Sara Errani Roberta Vinci            | 4–6, 6–3, [10–8]  |
| Venceu | 2013 | Cincinnati   | Duro   | Peng Shuai | Anna-Lena Grönefeld Kveta Peschke    | 2–6, 6–3, [12–10] |
| Campeã | 2014 | Doha         | Duro   | Peng Shuai | Kveta Peschke Katarina Srebotnik     | 6–4, 6–0          |
| Campeã | 2014 | Indian Wells | Duro   | Peng Shuai | Cara Black Sania Mirza               | 7–6(7–5), 6–2     |

## Finais WTA

### Simples: 2 (2 títulos)
| Legenda                                      |
| -------------------------------------------- |
| Grand Slam (0–0)                             |
| WTA Tour (0–0)                               |
| Tier I / Premier Mandatory & Premier 5 (0–0) |
| Tier II / Premier (0–0)                      |
| Tier III, IV & V / International (2–0)       |

| Status | N. | Data             | Torneio                                                | Piso | Oponente     | Placar             |
| ------ | -- | ---------------- | ------------------------------------------------------ | ---- | ------------ | ------------------ |
| Venceu | 1. | 4 Março 2012     | Malaysian Open, Kuala Lumpur, Malásia                  | Duro | Petra Martic | 2–6, 7–5, 4–1 Ret. |
| Venceu | 2. | 23 Setembro 2012 | Guangzhou International Women's Open, Guangzhou, China | Duro | Laura Robson | 6–3, 5–7, 6–4      |